# Soterosanthus shepheardii
Soterosanthus shepheardii là một loài thực vật có hoa trong họ Lan. Loài này được (Rolfe) Jenny miêu tả khoa học đầu tiên năm 1986.

## Hình ảnh

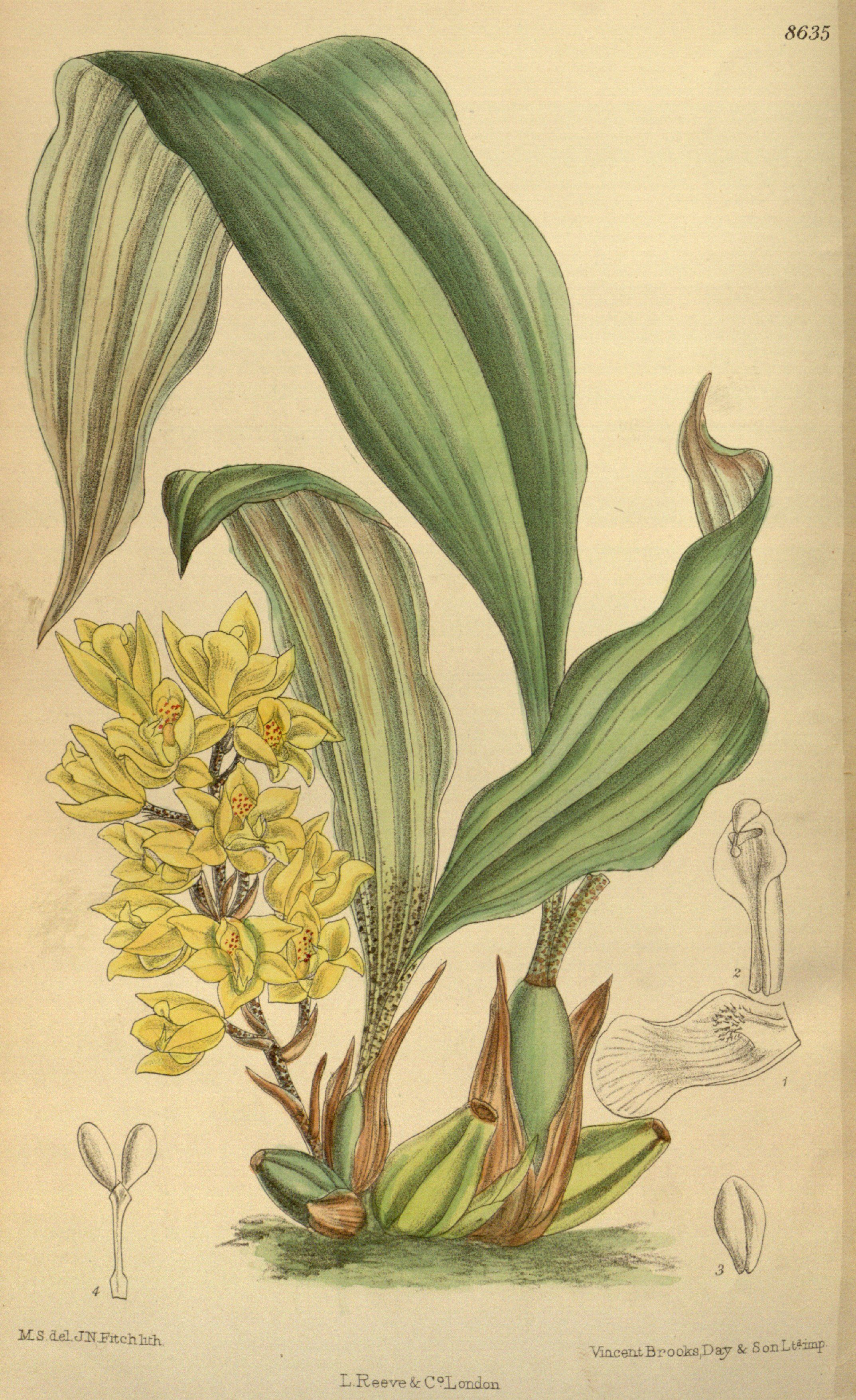
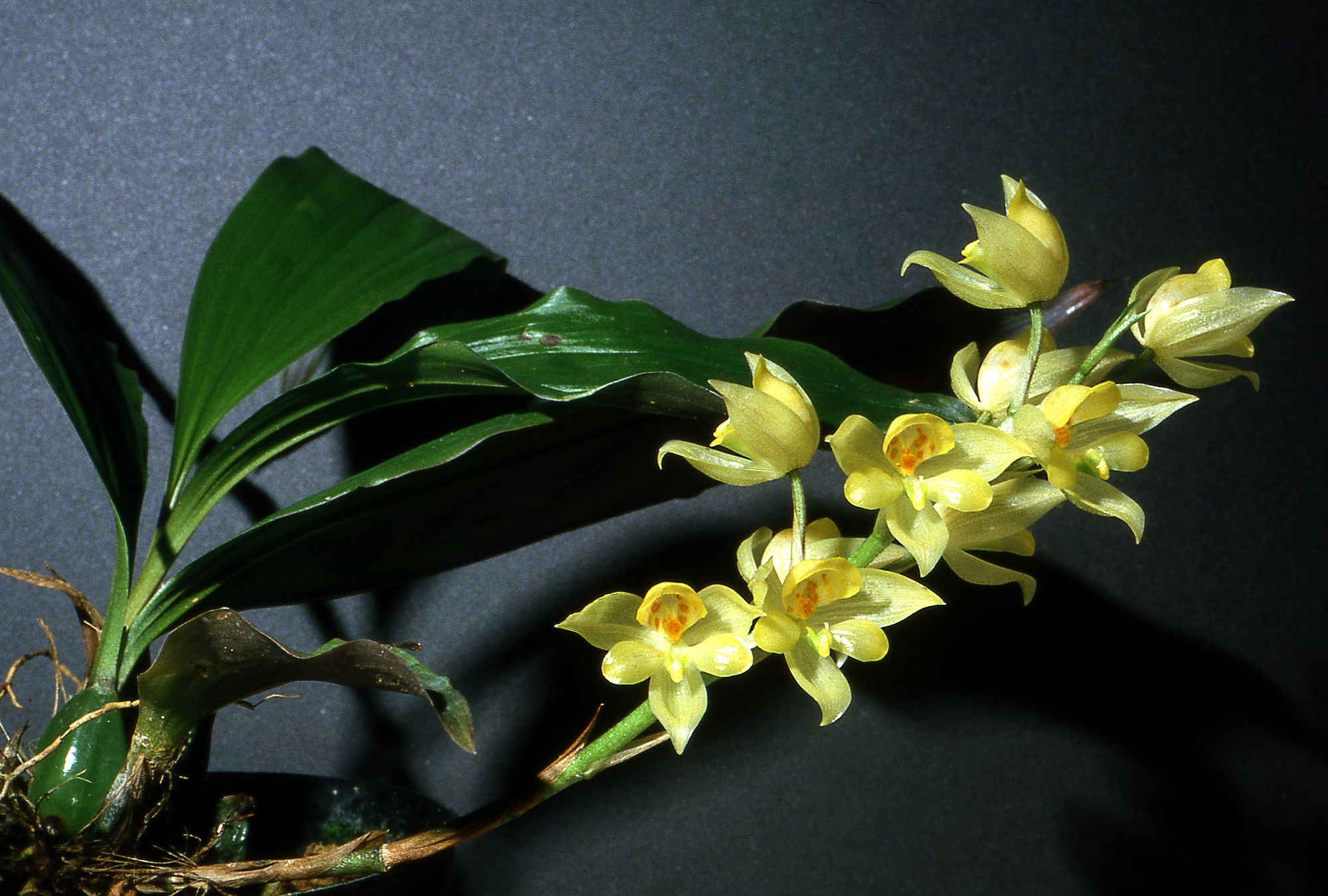
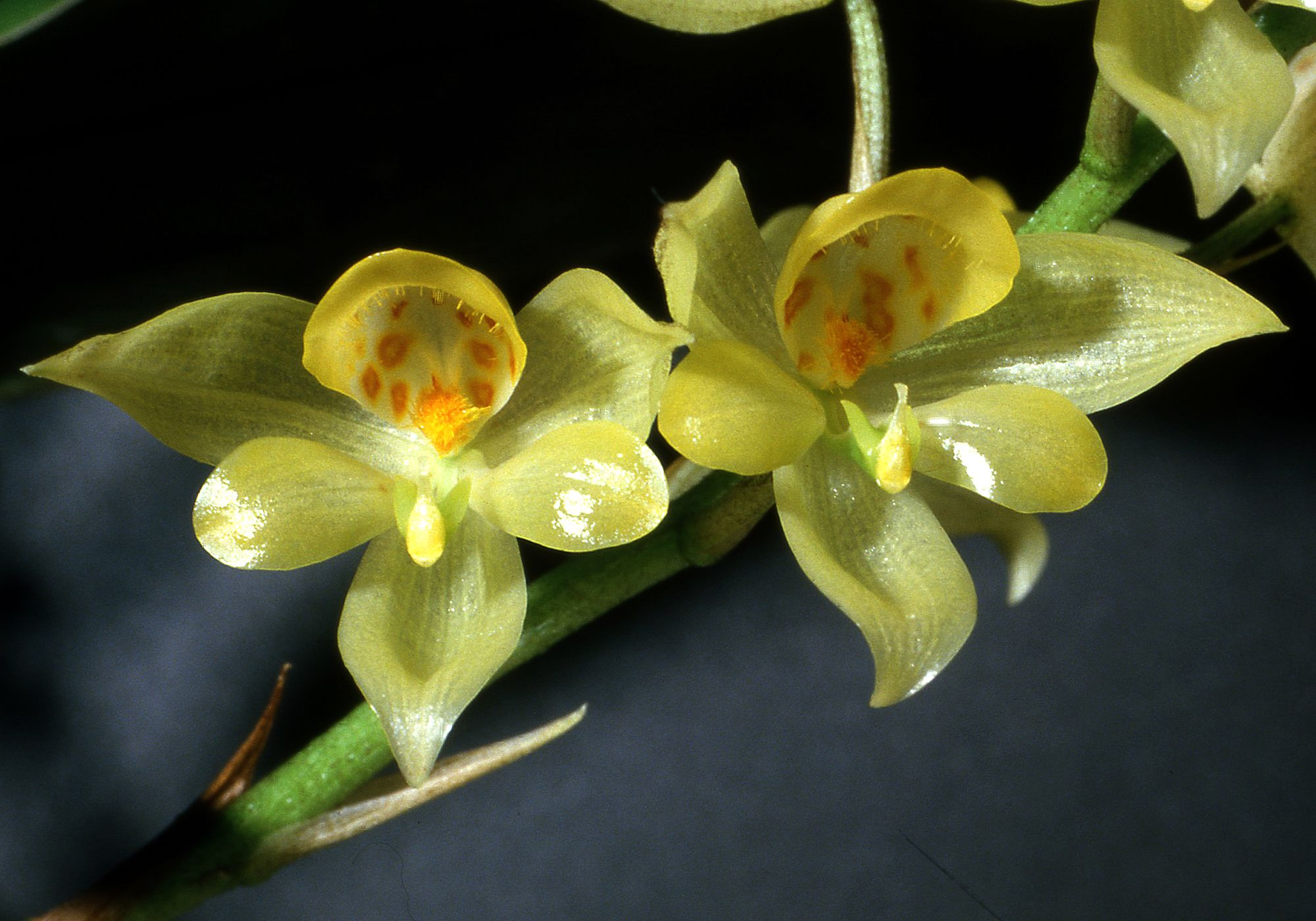